# Nettet (eksperimentalfilm)
|  | Denne artikel er oprettet af botten Steenthbot ud fra en ekstern database. Den kan derfor have sproglige fejl eller mangler. Denne skabelon kan fjernes efter kontrol af indholdet. |

Nettet er en dansk eksperimentalfilm fra 1969 instrueret af Allan de Waal og efter manuskript af Per Kirkeby og Allan de Waal.

## Handling
Den hvide bil, eftersøgning i skovene, helikoptere over søen, politiradioer og hundeglam - en tegneserieagtig trailerfilm.